# Tiger Lake
Portable : Ice Lake

Portable et bureau : Comet Lake Alder Lake
Tiger Lake est le nom de code d'Intel pour la 11e génération de microprocesseurs Intel Core pour ordinateurs portables basée sur la microarchitecture Core Willow Cove, fabriquée avec le procédé Intel 10 nm de troisième génération appelé 10SF ("10 nm SuperFin"). Tiger Lake remplace la famille de processeurs pour portables Ice Lake, représentant une étape d'optimisation de la stratégie procédé–architecture–optimisation d'Intel.
Les processeurs Tiger Lake lancés le 2 septembre 2020 font partie de la famille Tiger Lake-U et comprennent des modèles double coeur et quadruple coeur de TDP 9 W (7–15 W) et de TDP 15 W (12–28 W). Ils équipent les portables "Project Athena" de 2020,,. La puce du quadruple coeur avec 96 UE mesure 13,6 × 10,7 mm (146,1 mm2), ce qui est 19,2 % plus grand que la puce Ice Lake quadruple coeur avec 64 UE qui mesure 11,4 × 10,7 mm (122,5 mm2). La puce 8 coeurs avec 32 UE utilisée sur le Tiger Lake-H fait environ 190 mm2. Selon Yehuda Nissan et son équipe, l'architecture est nommée d'après un lac situé vers Puget Sound, proche de Seattle (État de Washington). La vente des portables basés sur Tiger Lake a débuté en octobre 2020.
Les processeurs Tiger Lake-H35 ont été lancés le 11 janvier 2021. Ces processeurs quadruple coeur sont conçus pour des portables de "jeu ultraportable" avec un TDP de 28-35 W. Intel a également annoncé que les processeurs Tiger Lake-H avec un TDP de 45 W ayant jusqu'à huit coeurs seront disponibles au premier trimestre 2021. Intel a lancé officiellement la 11e génération de la série Intel Core-H le 11 mai 2021 et annoncé la 11e génération de la série Intel Core Tiger Lake Refresh le 30 mai 2021.

## Caractéristiques

### CPU
- Cœurs avec la microarchitecture Willow Cove[15]
- Encryptage complet de la mémoire (RAM)[16]
- Prédiction de direction de branchement de type TAGE Tagged Geometric History Length Predictor (avec une taille d'historique global de 194 branchements empruntés)[17]
- Suivi du branchement indirect et CET (en) pile fantôme (en)[18]
- Intel Key Locker[19],[20].

### GPU
- GPU Intel Xe-LP ("Gen12") avec jusqu'à 96 unités d'exécution[21],[22] (50 % d'augmentation par rapport à Ice Lake, qui en avait 64 au maximum) avec d'autres processeurs à venir utilisant le GPU discret d'Intel, le DG1[23],[24]
- Décodage hardware à fonction fixe pour HEVC 12-bit, 4:2:2/4:4:4 ; VP9 12-bit 4:4:4 et AV1 8K 10-bit 4:2:0[25],[26],[27]
- Prise en charge d'un écran HDR 8K 12-bit ou de deux écrans HDR 4K 10-bit
- Dolby Vision accéléré par hardware
- Support du Sampler Feedback[28],[29],[30],[31]
- Support de Dual Queue[32]

### IPU
- Image Processing Unit, un co-processeur spécial pour améliorer la qualité d'acquisition des images et de la vidéo
- Non disponible sur les modèles pour PC portables embedded
- Initialement, il y avait des modèles sans IPU (1165G7, 1135G7, 1125G4, 1115G4), mais ensuite les processeurs embedded ont été introduits

### I/O
- PCI Express 4.0[33] (les CPU Pentium et Celeron sont limités au PCI Express 3.0)
- Thunderbolt 4 intégré (comprend l'USB4)
- Support de la mémoire LPDDR4X-4267
- "Architecture compatible"  avec la mémoire LPDDR5-5400 (Intel espérait que des produits Tiger Lake avec de la mémoire LPDDR5 soient disponibles au premier trimestre 2021 mais ne les a jamais fournis)[34],[35],[36]
- Miniaturisation du CPU et de la carte mère sur un petit circuit imprimé de la taille d'un SSD M.2[23]

### Télémétrie hardware
- Ajout de la Intel Platform Monitoring Technology[réf. nécessaire]

## Liste de CPU Tiger Lake

### Processeurs pour PC portables (Tiger Lake-H)
- Tous les modèles supportent la mémoire DDR4-3200
- Tous les modèles supportent 20 lignes PCI Express 4.0 reconfigurables, allouant 16 lignes Gen 4 pour un GPU discret et 4 lignes Gen 4 pour des SSD M.2

| Marque de processeur | Modèle           | Cœurs (threads) | Fréquence de base au TDP (GHz) | Fréquence de base au TDP (GHz) | Fréquence de base au TDP (GHz) | Fréq.Turbo, coeurs actifs (GHz) | Fréq.Turbo, coeurs actifs (GHz) | Fréq.Turbo, coeurs actifs (GHz) | Fréq.Turbo, coeurs actifs (GHz) | UHD Graphics | UHD Graphics    | Cache L3 (Mo) | TDP (W) | Prix |
| Marque de processeur | Modèle           | Cœurs (threads) | @35 W                          | @45 W                          | @65 W                          | 1 ou 2                          | 4                               | 6                               | Tous                            | UE           | Fréq. max (GHz) | Cache L3 (Mo) | TDP (W) | Prix |
| -------------------- | ---------------- | --------------- | ------------------------------ | ------------------------------ | ------------------------------ | ------------------------------- | ------------------------------- | ------------------------------- | ------------------------------- | ------------ | --------------- | ------------- | ------- | ---- |
| Core i9              | 11980HK          | 8 (16)          | NC                             | 2.6                            | 3.3                            | 5.0                             | 4.9                             | 4.7                             | 4.5                             | 32           | 1.45            | 24            | 45-65   | $583 |
| Xeon W               | 11955M vPro (en) | 8 (16)          | 2.1                            | 2.6                            | NC                             | 5.0                             | 4.9                             | 4.7                             | 4.5                             | 32           | 1.45            | 24            | 35-45   | $623 |
| Core i9              | 11950H vPro      | 8 (16)          | 2.1                            | 2.6                            | NC                             | 5.0                             | 4.9                             | 4.7                             | 4.5                             | 32           | 1.45            | 24            | 35-45   | $556 |
| Core i9              | 11900H           | 8 (16)          | 2.1                            | 2.5                            | NC                             | 4.9                             | 4.8                             | 4.6                             | 4.4                             | 32           | 1.45            | 24            | 35-45   | $546 |
| Core i7              | 11850H vPro      | 8 (16)          | 2.1                            | 2.5                            | NC                             | 4.8                             | 4.8                             | 4.6                             | 4.3                             | 32           | 1.45            | 24            | 35-45   | $395 |
| Core i7              | 11800H           | 8 (16)          | 1.9                            | 2.3                            | NC                             | 4.6                             | 4.5                             | 4.4                             | 4.2                             | 32           | 1.45            | 24            | 35-45   | $395 |
| Xeon W               | 11855M vPro      | 6 (12)          | 2.6                            | 3.2                            | NC                             | 4.9                             | 4.7                             | 4.4                             | 4.4                             | 32           | 1.45            | 18            | 35-45   | $450 |
| Core i7              | 11600H           | 6 (12)          | 2.5                            | 2.9                            | NC                             | 4.6                             |                                 |                                 |                                 | 32           | 1.45            | 18            | 35-45   | $395 |
| Core i5              | 11500H vPro      | 6 (12)          | 2.4                            | 2.9                            | NC                             | 4.6                             | 4.4                             | 4.2                             | 4.2                             | 32           | 1.45            | 12            | 35-45   | $250 |
| Core i5              | 11400H           | 6 (12)          | 2.2                            | 2.7                            | NC                             | 4.5                             | 4.3                             | 4.1                             | 4.1                             | 16           | 1.45            | 12            | 35-45   | $250 |
| Core i5              | 11260H           | 6 (12)          | 2.1                            | 2.6                            | NC                             | 4.4                             | 4.2                             | 4.0                             | 4.0                             | 16           | 1.40            | 12            | 35-45   | $250 |

### Processeurs pour PC portables (Tiger Lake-H35)
- Tous les modèles supportent la mémoire DDR4-3200 ou LPDDR4X-4267

| Marque de processeur | Modèle | Cœurs (threads) | Fréq. de base au TDP (GHz) | Fréq. de base au TDP (GHz) | Fréq. Turbo max (GHz) Nb coeurs actifs | Fréq. Turbo max (GHz) Nb coeurs actifs | Fréq. Turbo max (GHz) Nb coeurs actifs | Iris Xe Graphics | Iris Xe Graphics | Cache L3 (Mo) | TDP (W) | Prix |
| Marque de processeur | Modèle | Cœurs (threads) | @28 W                      | @35 W                      | 1                                      | 2                                      | Tous                                   | UE               | Fréq. max (GHz)  | Cache L3 (Mo) | TDP (W) | Prix |
| -------------------- | ------ | --------------- | -------------------------- | -------------------------- | -------------------------------------- | -------------------------------------- | -------------------------------------- | ---------------- | ---------------- | ------------- | ------- | ---- |
| Core i7              | 11390H | 4 (8)           | 2.9                        | 3.4                        | 5.0                                    | 5.0                                    | 4.6                                    | 96               | 1.40             | 12            | 28-35   | $426 |
| Core i7              | 11375H | 4 (8)           | 3.0                        | 3.3                        | 5.0                                    | 4.8                                    | 4.3                                    | 96               | 1.35             | 12            | 28-35   | $482 |
| Core i7              | 11370H | 4 (8)           | 3.0                        | 3.3                        | 4.8                                    | 4.8                                    | 4.3                                    | 96               | 1.35             | 12            | 28-35   | $426 |
| Core i5              | 11320H | 4 (8)           | 2.5                        | 3.2                        | 4.5                                    | 4.5                                    | 4.3                                    | 96               | 1.35             | 8             | 28-35   | $309 |
| Core i5              | 11300H | 4 (8)           | 2.6                        | 3.1                        | 4.4                                    | 4.4                                    | 4.0                                    | 80               | 1.30             | 8             | 28-35   | $309 |

### Processeurs pour PC portables (UP3-class)
| Marque du processeur | Modèle      | Cœurs (threads) | Fréq. de base au TDP | Fréq. de base au TDP | Fréq. de base au TDP | Fréq. Turbo max | Fréq. Turbo max | GPU     | GPU | GPU       | Cache L3 | TDP     | Support mémoire        | Prix |
| Marque du processeur | Modèle      | Cœurs (threads) | @12 W                | @15 W                | @28 W                | 1 cœur          | Tous les coeurs | Série   | UE  | Fréq. max | Cache L3 | TDP     | Support mémoire        | Prix |
| -------------------- | ----------- | --------------- | -------------------- | -------------------- | -------------------- | --------------- | --------------- | ------- | --- | --------- | -------- | ------- | ---------------------- | ---- |
| Core i7              | 1195G7      | 4 (8)           | 1.3 GHz              |                      | 2.9 GHz              | 5.0 GHz         | 4.6 GHz         | Iris Xe | 96  | 1.40 GHz  | 12 MB    | 12-28 W | DDR4-3200 LPDDR4X-4267 | $426 |
| Core i7              | 1185G7 vPro | 4 (8)           | 1.2 GHz              | 1.8 GHz              | 3.0 GHz              | 4.8 GHz         | 4.3 GHz         | Iris Xe | 96  | 1.35 GHz  | 12 MB    | 12-28 W | DDR4-3200 LPDDR4X-4267 | $426 |
| Core i7              | 1165G7      | 4 (8)           | 1.2 GHz              | 1.7 GHz              | 2.8 GHz              | 4.7 GHz         | 4.1 GHz         | Iris Xe | 96  | 1.30 GHz  | 12 MB    | 12-28 W | DDR4-3200 LPDDR4X-4267 | $426 |
| Core i5              | 1155G7      | 4 (8)           | 1.0 GHz              |                      | 2.5 GHz              | 4.5 GHz         | 4.3 GHz         | Iris Xe | 80  | 1.35 GHz  | 8 MB     | 12-28 W | DDR4-3200 LPDDR4X-4267 | $309 |
| Core i5              | 1145G7 vPro | 4 (8)           | 1.1 GHz              | 1.5 GHz              | 2.6 GHz              | 4.4 GHz         | 3.8 GHz         | Iris Xe | 80  | 1.30 GHz  | 8 MB     | 12-28 W | DDR4-3200 LPDDR4X-4267 | $309 |
| Core i5              | 1135G7      | 4 (8)           | 0.9 GHz              | 1.4 GHz              | 2.4 GHz              | 4.2 GHz         | 3.8 GHz         | Iris Xe | 80  | 1.30 GHz  | 8 MB     | 12-28 W | DDR4-3200 LPDDR4X-4267 | $309 |
| Core i3              | 1125G4      | 4 (8)           | 0.9 GHz              |                      | 2.0 GHz              | 3.7 GHz         | 3.3 GHz         | UHD     | 48  | 1.25 GHz  | 8 MB     | 12-28 W | DDR4-3200 LPDDR4X-3733 | $281 |
| Core i3              | 1115G4      | 2 (4)           | 1.7 GHz              | 2.2 GHz              | 3.0 GHz              | 4.1 GHz         | 4.1 GHz         | UHD     | 48  | 1.25 GHz  | 6 MB     | 12-28 W | DDR4-3200 LPDDR4X-3733 | $281 |
| Pentium Gold         | 7505        | 2 (4)           | NC                   | 2.0 GHz              | NC                   | 3.5 GHz         | 3.5 GHz         | UHD     | 48  | 1.25 GHz  | 4 MB     | 15 W    | DDR4-3200 LPDDR4X-3733 | $161 |
| Celeron              | 6305        | 2 (2)           | NC                   | 1.8 GHz              | NC                   | NC              | NC              | UHD     | 48  | 1.25 GHz  | 4 MB     | 15 W    | DDR4-3200 LPDDR4X-3733 | $107 |

### Processeurs pour PC portablesEmbedded(UP3-class)
| Marque de processeur | Modèle       | Cœurs (threads) | Fréq. de base au TDP | Fréq. de base au TDP | Fréq. de base au TDP | Fréq. Turbo max | GPU     | GPU | GPU             | Cache L3 (Mo) | TDP (W) | Support mémoire        | Support mémoire | Prix |
| Marque de processeur | Modèle       | Cœurs (threads) | @12 W                | @15 W                | @28 W                | Fréq. Turbo max | Série   | UE  | Fréq. max (GHz) | Cache L3 (Mo) | TDP (W) | Type                   | ECC             | Prix |
| -------------------- | ------------ | --------------- | -------------------- | -------------------- | -------------------- | --------------- | ------- | --- | --------------- | ------------- | ------- | ---------------------- | --------------- | ---- |
| Core i7              | 1185GRE vPro | 4 (8)           | 1.2 GHz              | 1.8 GHz              | 2.8 GHz              | 4.4 GHz         | Iris Xe | 96  | 1.35            | 12            | 15      | DDR4-3200 LPDDR4X-4267 | Oui             | $490 |
| Core i7              | 1185G7E vPro | 4 (8)           | 1.2 GHz              | 1.8 GHz              | 2.8 GHz              | 4.4 GHz         | Iris Xe | 96  | 1.35            | 12            | 15      | DDR4-3200 LPDDR4X-4267 | Non             | $431 |
| Core i5              | 1145GRE vPro | 4 (8)           | 1.1 GHz              | 1.5 GHz              | 2.6 GHz              | 4.1 GHz         | Iris Xe | 80  | 1.30            | 8             | 15      | DDR4-3200 LPDDR4X-4267 | Oui             | $362 |
| Core i5              | 1145G7E vPro | 4 (8)           | 1.1 GHz              | 1.5 GHz              | 2.6 GHz              | 4.1 GHz         | Iris Xe | 80  | 1.30            | 8             | 15      | DDR4-3200 LPDDR4X-4267 | Non             | $312 |
| Core i3              | 1115GRE      | 2 (4)           | 1.7 GHz              | 2.2 GHz              | 3.0 GHz              | 3.9 GHz         | UHD     | 48  | 1.25            | 6             | 15      | DDR4-3200 LPDDR4X-3733 | Oui             | $338 |
| Core i3              | 1115G4E      | 2 (4)           | 1.7 GHz              | 2.2 GHz              | 3.0 GHz              | 3.9 GHz         | UHD     | 48  | 1.25            | 6             | 15      | DDR4-3200 LPDDR4X-3733 | Non             | $285 |
| Celeron              | 6305E        | 2 (2)           | NC                   | 1.8 GHz              | NC                   | NC              | UHD     | 48  | 1.25            | 4             | 15      | DDR4-3200 LPDDR4X-3733 | Non             | $107 |

### Processeurs pour PC portables (UP4-class)
- TDP : 7-15 W
- Mémoire supportée : LPDDR4X-4267

| Marque de processeur | Modèle      | Cœurs (threads) | Fréq. de base au TDP | Fréq. de base au TDP | Fréq. de base au TDP | Fréq. Turbo max | Fréq. Turbo max | GPU     | GPU | GPU       | Cache L3 | Prix |
| Marque de processeur | Modèle      | Cœurs (threads) | @7 W                 | @9 W                 | @15 W                | 1 coeur         | Tous les coeurs | Série   | UE  | Fréq. max | Cache L3 | Prix |
| -------------------- | ----------- | --------------- | -------------------- | -------------------- | -------------------- | --------------- | --------------- | ------- | --- | --------- | -------- | ---- |
| Core i7              | 1180G7 vPro | 4 (8)           | 0.9 GHz              |                      | 2.2 GHz              | 4.6 GHz         |                 | Iris Xe | 96  | 1.10 GHz  | 12 MB    | $426 |
| Core i7              | 1160G7      | 4 (8)           | 0.9 GHz              | 1.2 GHz              | 2.1 GHz              | 4.4 GHz         | 3.6 GHz         | Iris Xe | 96  | 1.10 GHz  | 12 MB    | $426 |
| Core i5              | 1140G7 vPro | 4 (8)           | 0.8 GHz              |                      | 1.8 GHz              | 4.2 GHz         |                 | Iris Xe | 80  | 1.10 GHz  | 8 MB     | $309 |
| Core i5              | 1130G7      | 4 (8)           | 0.8 GHz              | 1.1 GHz              | 1.8 GHz              | 4.0 GHz         | 3.4 GHz         | Iris Xe | 80  | 1.10 GHz  | 8 MB     | $309 |
| Core i3              | 1120G4      | 4 (8)           | 0.8 GHz              | 1.1 GHz              | 1.5 GHz              | 3.5 GHz         | 3.0 GHz         | UHD     | 48  | 1.10 GHz  | 8 MB     | $281 |
| Core i3              | 1110G4      | 2 (4)           | 1.5 GHz              | 1.8 GHz              | 2.5 GHz              | 3.9 GHz         | 3.9 GHz         | UHD     | 48  | 1.10 GHz  | 6 MB     | $281 |

### Processeurs pour PC de bureau (Tiger Lake-B)
- Socket : FCBGA1787, un socket BGA, par conséquent ces CPU sont uniquement destinés à des intégrateurs système
- Intel Xe UHD Graphics
- Jusqu'à 128 Go de mémoire DDR4-3200

| Marque de processeur | Modèle  | Cœurs (threads) | Fréq. horloge (GHz) | Fréq. horloge (GHz) | Cache L3 (Mo) | TDP (W) | GPU    | GPU             | Prix |
| Marque de processeur | Modèle  | Cœurs (threads) | Base                | Boost               | Cache L3 (Mo) | TDP (W) | Nb. UE | Fréq. max (GHz) | Prix |
| -------------------- | ------- | --------------- | ------------------- | ------------------- | ------------- | ------- | ------ | --------------- | ---- |
| Core i9              | 11900KB | 8 (16)          | 3.3                 | 4.9                 | 24            | 55-65   | 32     | 1.45            | $539 |
| Core i7              | 11700B  | 8 (16)          | 3.2                 | 4.8                 | 24            | 55-65   | 32     | 1.45            |      |
| Core i5              | 11500B  | 6 (12)          | 3.3                 | 4.6                 | 12            | 65      | 32     | 1.45            |      |
| Core i3              | 11100B  | 4 (8)           | 3.6                 | 4.4                 | 12            | 65      | 16     | 1.4             |      |